# Маседу-ди-Кавалейруш
Маседу-ди-Кавалейруш (порт. Macedo de Cavaleiros; [mɐ'sedu dɨ kɐvɐ'lɐiɾuʃ]) — город и муниципалитет в Португалии, входит в округ Браганса. По старому административному делению входил в провинцию Траз-уж-Монтиш и Алту-Дору. Входит в экономико-статистический субрегион Алту-Траз-уш-Монтеш, который входит в Северный регион. Численность населения — 6 тыс. жителей (город), 18,4 тыс. жителей (муниципалитет). Занимает площадь 699,27 км².
Покровителем города считается Апостол Пётр.
Праздник города — 29 июня.

## Расположение
Город расположен в 35 км на юго-запад от адм. центра округа города Браганса.
Муниципалитет граничит:
- на севере — с муниципалитетом Виньяйш
- на северо-востоке — с муниципалитетом Браганса
- на востоке — с муниципалитетом Вимиозу
- на юге — с муниципалитетом Могадору, Алфандега-да-Фе
- на юго-западе — с муниципалитетом Вила-Флор
- на западе — с муниципалитетом Мирандела

## История
Город основан в 1853 году.

## Демография
| Численность населения муниципалитета по годам | Численность населения муниципалитета по годам | Численность населения муниципалитета по годам | Численность населения муниципалитета по годам | Численность населения муниципалитета по годам | Численность населения муниципалитета по годам | Численность населения муниципалитета по годам | Численность населения муниципалитета по годам |
| --------------------------------------------- | --------------------------------------------- | --------------------------------------------- | --------------------------------------------- | --------------------------------------------- | --------------------------------------------- | --------------------------------------------- | --------------------------------------------- |
| 1864                                          | 1900                                          | 1930                                          | 1960                                          | 1981                                          | 1991                                          | 2001                                          | 2004                                          |
| 17 208                                        | 19 200                                        | 19 781                                        | 26 199                                        | 21 608                                        | 18 930                                        | 17 449                                        | 17 210                                        |

## Состав муниципалитета
В муниципалитет входят следующие районы:
1. Ала
2. Амендоейра
3. Аркаш
4. Багейше
5. Борнеш
6. Бурга
7. Каррапаташ
8. Каштеланш
9. Шасин
10. Кортисуш
11. Коружаш
12. Эдрозу
13. Эшпаданеду
14. Феррейра
15. Грижо
16. Лагоа
17. Ламалонга
18. Ламаш
19. Ломбу
20. Маседу-де-Кавалейруш
21. Морайш
22. Мурсош
23. Олмуш
24. Переду
25. Поденсе
26. Салселаш
27. Санта-Комба-де-Россаш
28. Санта-Комбинья
29. Сезулфе
30. Сотелу-Моришку
31. Тальяш
32. Тальиньяш
33. Вале-Бенфейту
34. Вале-да-Порка
35. Вале-де-Прадуш
36. Вилар-ду-Монте
37. Виларинью-де-Агрошан
38. Виларинью-ду-Монте
39. Виньяш